# Asota spadix
Asota spadix là một loài bướm đêm thuộc họ Erebidae. Loài này có ở Micronesia và quần đảo Solomon.